# Filippo Scandellari
Filippo Scandellari (Bologna, 1717 – Bologna, 1801) è stato uno scultore italiano.

## Biografia

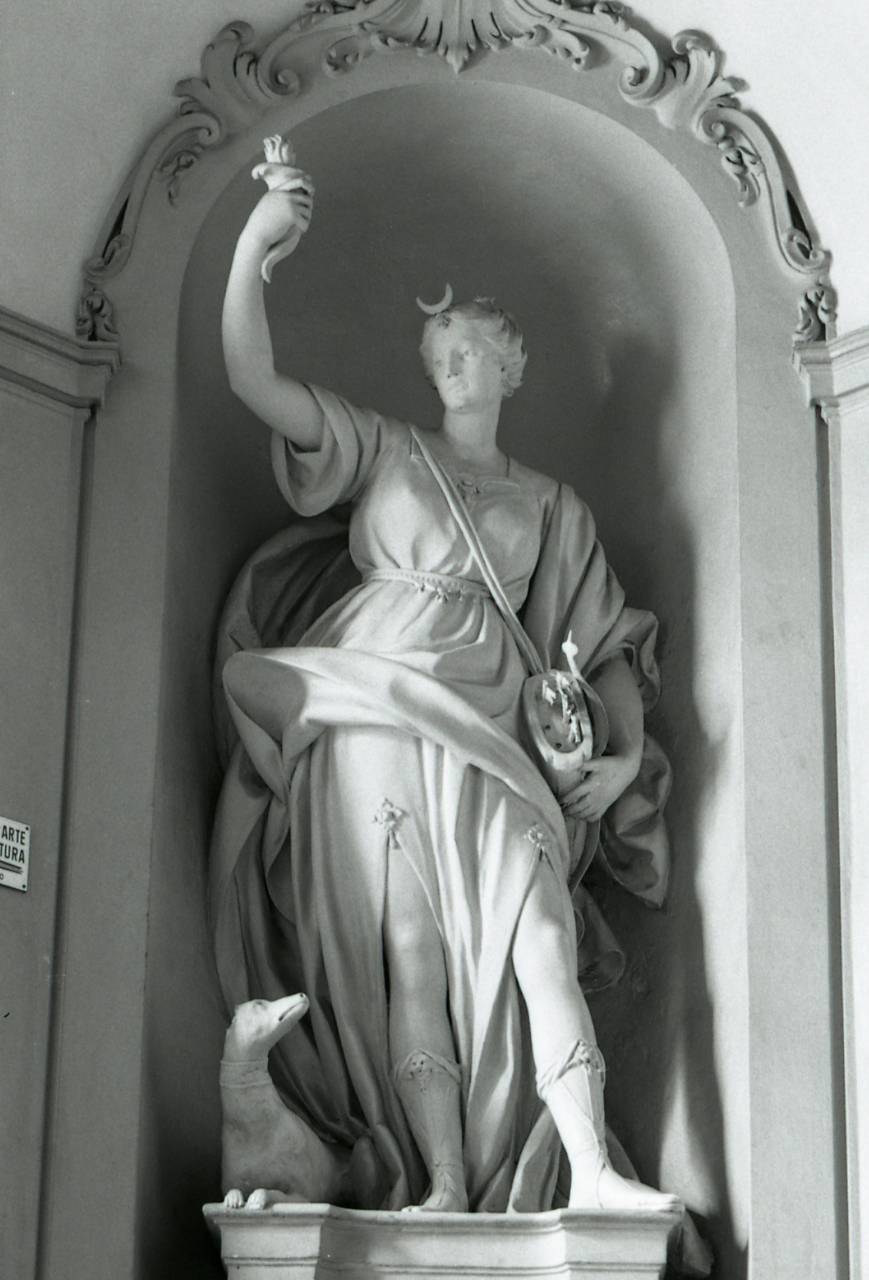
Statua di Diana a palazzo Montignani

Filippo Scandellari, fratello di Pietro, nacque a Bologna in una famiglia di artisti nel 1717.
Compiuta la sua formazione tra il 1737 e l 1745 sotto la guida di Angelo Piò, fu uno scultore attivo in Romagna dove realizzò diverse sculture nelle chiese.
Scolpì varie opere in stucco, stucco bollito con pece, cartapesta policroma, terracotta colorata o ancora in cera colorata, secondo lo stile del barocchetto bolognese appreso dal Piò.
A Bologna operò a palazzo Berselli e nel Santuario di Santa Maria della Visitazione al Ponte delle Lame. Un Bambino Gesù in terracotta policroma attribuito allo scultore è conservato nella Cappella delle Reliquie della Basilica di San Petronio.
Nella Cappella Maggiore della chiesa di San Girolamo alla Certosa si conservavano un tempo le sue statuette in bronzo dorato a corredo del tabernacolo.
Alcune sue terracotte sono conservate al Museo Davia Bargellini.
Scandellari fu anche accademico all'Accademia Clementina, tra i suoi allievi si segnala Giacomo Rossi.
Si spense a Bologna nel 1801.